# Lymantria minahassa
Lymantria minahassa är en fjärilsart som beskrevs av Collenette 1932. Lymantria minahassa ingår i släktet Lymantria och familjen tofsspinnare. Inga underarter finns listade i Catalogue of Life.